# XXII Copa de España (football americano)
La XXII Copa de España è stata la 22ª edizione (21ª disputata) della coppa nazionale di football americano, organizzata dalla FEFA.

## Squadre partecipanti
| Club                   | Città               | Stadio | Sponsor ufficiale | Risultato nella stagione 2016 |
| ---------------------- | ------------------- | ------ | ----------------- | ----------------------------- |
| Badalona Dracs         | Badalona            |        |                   |                               |
| Camioneros de Coslada  | Coslada             |        |                   |                               |
| Las Rozas Black Demons | Las Rozas de Madrid |        |                   |                               |

## Tabellone
|  | Semifinali             | Semifinali             | Semifinali             |                        |   | Finale         | Finale         | Finale |  |
|  |                        |                        |                        |                        |   |                |                |        |  |
|  |                        |                        |                        |                        |   | Badalona Dracs | Badalona Dracs | 26     |  |
|  |                        |                        |                        |                        |   | Badalona Dracs | Badalona Dracs | 26     |  |
|  |                        |                        | Las Rozas Black Demons | Las Rozas Black Demons | 7 |                |                |        |  |
|  | Camioneros de Coslada  | Camioneros de Coslada  | Las Rozas Black Demons | Las Rozas Black Demons | 7 | 0              |                |        |  |
|  | Camioneros de Coslada  | Camioneros de Coslada  |                        |                        |   |                |                |        |  |
|  | Las Rozas Black Demons | Las Rozas Black Demons | 13                     |                        |   |                |                |        |  |

## Semifinale
| Coslada 12 novembre 2017, ore 13:30 | Camioneros de Coslada | 0 – 13 referto | Las Rozas Black Demons | Polideportivo Valleaguado |

## Finale
| La Pobla de Farnals 25 novembre 2017, ore 18:00 | Badalona Dracs | 26 – 7 referto | Las Rozas Black Demons | Polideportivo Batiste Subies |

## Verdetti
- Badalona Dracs Vincitori della Copa de España 2017